# Ligidium bosphoranum
Ligidium bosphoranum is een pissebed uit de familie Ligiidae. De wetenschappelijke naam van de soort is voor het eerst geldig gepubliceerd in 1941 door Verhoeff.